# Institut supérieur des techniques médicales de Kisangani
 (février 2025).
 (février 2025).
 (février 2025).
Si vous disposez d'ouvrages ou d'articles de référence ou si vous connaissez des sites web de qualité traitant du thème abordé ici, merci de compléter l'article en donnant les références utiles à sa vérifiabilité et en les liant à la section « Notes et références ».
L’Institut Supérieur des Techniques Médicales de Kisangani (ISTM Kisangani) est un établissement public d’enseignement supérieur situé en République Démocratique du Congo. Il relève du ministère de l’Enseignement supérieur et universitaire (ESU) et a pour mission principale la formation des professionnels de santé dans divers domaines des sciences biomédicales et paramédicales. L’ISTM Kisangani dispense des enseignements théoriques et pratiques visant à doter les étudiants de compétences techniques et scientifiques adaptées aux besoins du système de santé congolais.

## Historique

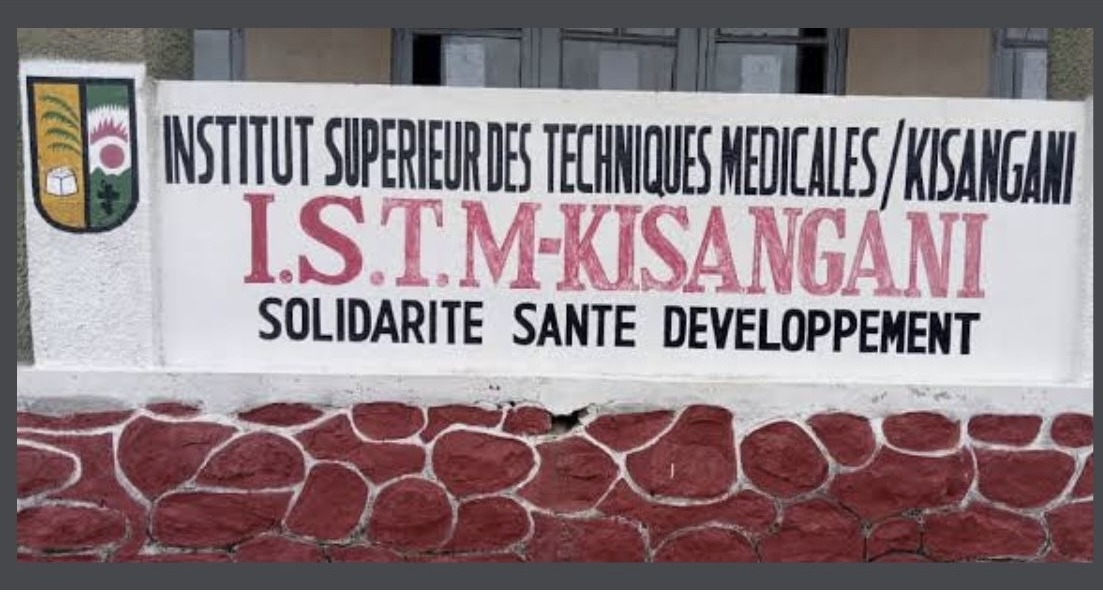
Istm Kisangani

L’ISTM Kisangani a été créé pour former des professionnels de la santé qualifiés afin de répondre aux besoins médicaux de la région. Depuis sa fondation, l’institut s’est engagé à offrir une éducation de qualité dans le domaine des sciences médicales et paramédicales.

## Conditions d'admission
Les conditions d’admission aux études supérieures en République Démocratique du Congo sont régies par des directives ministérielles. Selon l’Instruction Académique N°025/MINESU/CAB.MIN/MNB/BLB/2011, les critères d’admission en première année du graduat sont les suivants :
- 60 % et plus : admission sur titre ;
- 50 à 59 % : admission sur concours.

Ces critères s’appliquent généralement aux établissements d’enseignement supérieur du pays, y compris l’ISTM Kisangani.
Pour le second cycle de licence, le candidat doit :
- Être titulaire d'un diplôme entériné de graduat ;
- Actualiser son dossier, incluant le parcours adéquat de son premier cycle. titre=Min Esu : Conditions d'admission [2]

## Enseignement et recherche
L’ISTM Kisangani propose des programmes de formation en sciences de la santé, incluant des filières telles que l’accouchement, la pédiatrie, la biologie médicale, et d’autres disciplines paramédicales. L’institut met l’accent sur une formation théorique et pratique, préparant les étudiants à des carrières professionnelles dans le secteur de la santé.

## Départements organisées
L’institut est structuré en plusieurs départements spécialisés, chacun consacré à une discipline particulière des sciences médicales et paramédicales. Parmi les départements couramment présents dans les ISTM, on trouve :
- Soins Infirmiers
- Techniques de Laboratoire
- Santé Publique
- Imagerie Médicale
- Anesthésie-Réanimation

Il est recommandé de consulter directement l’administration de l’ISTM Kisangani pour obtenir la liste précise des départements actuellement proposés.

## Coopération
Les établissements d’enseignement supérieur en RDC, y compris l’ISTM Kisangani, cherchent souvent à établir des partenariats avec d’autres institutions nationales et internationales pour renforcer leurs programmes académiques et de recherche. Ces coopérations peuvent inclure des échanges d’enseignants, des projets de recherche conjoints, et le partage de ressources pédagogiques.

## Infrastructure
L’ISTM Kisangani dispose d’infrastructures destinées à l’enseignement et à la formation pratique des étudiants, incluant des salles de cours, des laboratoires équipés pour les travaux pratiques, et des bibliothèques fournissant des ressources académiques. Cependant, comme de nombreux établissements d’enseignement supérieur en RDC, l’institut peut faire face à des défis en matière de modernisation et de maintenance de ses infrastructures.

## ISTM-Kisangani et Société
[réf. souhaitée].

## Projet de l'ISTM-Kisangani
L’ISTM Kisangani s’engage dans divers projets visant à améliorer la qualité de l’enseignement, à étendre ses programmes de formation, et à renforcer ses capacités de recherche. Ces initiatives visent à répondre aux besoins changeants du secteur de la santé en RDC et à contribuer au développement de la communauté locale.

## Les anciens de l'ISTM Kisangani
1. Nicole Kahindo

## Effectif
L’Institut Supérieur des Techniques Médicales (ISTM) de Kisangani dispose d’une équipe académique composée de :
- Professeur : 1 expert, dévoué à l’excellence académique et à la recherche.
- Chefs de Travaux : 45 professionnels destinés à encadrer les étudiants dans leur parcours académique et professionnel.
- Assistants : 172 membres qui apportent leur expertise et leur soutien aux étudiants tout au long de leur formation[8].